# Кастиљиончело (Маса-Карара)
Кастиљиончело је насеље у Италији у округу Маса-Карара, региону Тоскана.
Према процени из 2011. у насељу је живело 28 становника. Насеље се налази на надморској висини од 509 м.